# Castleton-on-Hudson
Castleton-on-Hudson è un villaggio degli Stati Uniti d'America, situato nello stato di New York, nella contea di Rensselaer. Nelle vicinanze della città sorge il Castleton Bridge, importante attraversamento del fiume Hudson.